# SDSS J0013+1523
SDSS J0013+1523とは、クエーサーである。
クエーサーは遠方にある天体のため、地球から見てクエーサーとの間に銀河などの重力源がある場合には、重力レンズ効果によって像が2つ以上に分裂する現象がしばしばある。この現象は1979年にQSO B0957+561で初めて発見されたが、2010年に発見されたSDSS J0013+1523はその逆で、クエーサーの重力レンズ効果によって銀河の像が2つに分裂して見える。これは初めての観測例である。SDSS J0013+1523は地球から16億光年離れているが、自らの重力で75億光年離れた位置にある銀河の像を2つに分裂させている。